# One Shot – Der Todesschuss
One Shot – Der Todesschuss (hebräisch אַחַת בּוֹדֶדֶת Achat Bōdedet, deutsch ‚Eine Einzelne‘ [יְרִיָּה Jərijjah, deutsch ‚Schussgelegenheit/ein einzelner Schuss‘]) ist ein Dokumentarfilm der israelischen Regisseurin Nurit Kedar. Er befasst sich mit Scharfschützen der israelischen Armee im Einsatz in den besetzten Gebieten.
Er wurde 2004 mit dem Phoenix-Preis für Non-Fiction-Filme ausgezeichnet. Die Regisseurin musste ein Jahr mit der israelischen Armee verhandeln, um die Dreherlaubnis zu erhalten.

## Inhalt
Der Dokumentarfilm besteht zum einen aus Interviews mit etlichen israelischen Scharfschützen, die in den besetzten palästinensischen Gebieten bzw. im Libanon eingesetzt wurden, zum anderen aus im Einsatz gedrehten Originalaufnahmen.
Die Scharfschützen berichten über Erlebnisse im Kampfeinsatz und ihre Gefühle hierbei. Dabei geben sie teilweise tiefe Einblicke in ihre Psyche. Es gibt keinerlei Kommentar. Auch die den Scharfschützen gestellten Fragen sind nicht zu hören. Hierdurch wird die subjektive Sicht der Schützen und ihre Gefühlswelt sehr betont.
Bei den gezeigten Originalaufnahmen ist u. a. zu sehen, wie eine Einheit der israelischen Armee nachts in Häuser von palästinensischen Zivilisten eindringt, wahrscheinlich um einen Observationsposten zu errichten. Es werden auch Szenen des Straßenkampfes mit palästinensischen Jugendlichen gezeigt. Gegen Ende des Films gibt es eine Sequenz, in der ein israelischer Soldat verwundet wird.

## Zitate
Die Zitate sollen einen kleinen Einblick in die gemachten Aussagen geben. Sie stammen teilweise von unterschiedlichen Personen.
- Später kam noch ein Mann aus demselben Haus. Der war älter, als die anderen beiden. Die Situation, dass jemand aus dem Haus kommt und zwei Leute sieht, die er kennt – wahrscheinlich Verwandte – tot, der Kaffee auf dem Boden vergossen, das ist eine furchtbare Situation. Er lief nicht weg, um eine Waffe zu holen und zurückzuschießen, er hatte einen Schock, so sah es aus. Er stand nur da, starrte vor sich hin und rührte sich nicht von der Stelle, regungslos. Ich sagte mir, wenn er jetzt weggeht, dann bleibt er am Leben. Aber er ist nicht gegangen. Ich wollte, dass er geht. Ich bin wütend geworden, weil er nicht wegging.
- Wir identifizierten jemanden als Zielperson. Wir sahen diesen bärtigen Kerl. Wir schossen auf ihn. Wir rannten hin um ihn zu holen. Wir haben ihn hergebracht und schauten seinen Ausweis an. Und der Kerl war erst 14 oder 15 Jahre alt. Aber der Kerl hatte einen Bart – im Zielfernrohr steht nicht: Ich bin 15 Jahre alt! […] Ich fühlte mich wirklich besser, mein Gewissen war erleichtert, als ich sah, dass die Kugel bloß seinen Muskel getroffen hatte. Diese Kugel hätte sein ganzes Bein wegblasen und ihn für den Rest seines Lebens verstümmeln können.
- Es ist legitim, alles ist in Ordnung. Ich spreche nur für mich selbst. An einem gewissen Punkt, habe ich mein Recht aufgegeben in den Himmel zu kommen, okay. Okay, dann komme ich eben nicht in den Himmel, na und? Was soll’s? Nachdem ich zum ersten Mal jemanden getötet hatte, dachte ich: So, was wird nun passieren, was hast du getan? Hat sich etwas verändert? Und nichts hatte sich verändert, nichts war geschehen. Der Wind wehte weiter, die Bienen. Es war still. […] Dann erst kapiert man, was für ein mieserables Schicksal der Typ hatte, dessen Todesengel ich war.
- Ist das wohlgeplantes Töten? Auch ein Soldat der etwas im Sturm erobert tötet vorsätzlich. Aber inmitten von Lärm und Chaos. Beim Scharfschützen ist das anders. Ein Scharfschütze geht mit mehr Planung vor. […] Aber ist das kaltblütiger Mord? – Was ist kaltblütiger Mord?
- Ich fühle mich nicht als Mörder. Ich spüre, dass ich getötet habe. Das ist ein Unterschied. Wie, wenn man in einem Autounfall verwickelt ist und jemand dabei stirbt. Dann spürt man, dass man jemanden getötet hat. Genauso fühle ich mich. […] Ich habe keine Gewissensprobleme. Ich habe ein Problem mit mir als Mensch. Wo ich stehe, als Mensch der getötet hat. Was bedeutet das für mich selbst? Wie kann ich überhaupt irgendjemanden irgendetwas sagen? Wer bin ich, dass ich etwa jemanden kritisieren könnte?
- Und dann geschah etwas Großartiges: Um 5 Uhr morgens schaute ich plötzlich auf und sah, wie aus dem Haus hinter mir ein kleines Mädchen kam. Das hübscheste Mädchen, das ich je in den besetzten Gebieten gesehen habe. […] Plötzlich dieses Mädchen zu sehen, dass doch nur zur Schule gehen, das leben will, in den Garten gehen und Steine und Pflanzen betrachten will und nicht einen Soldaten, der sie anstarrt. In dem Moment erlebte sie das größte Trauma ihres Lebens: Ich kam aus dem Haus und da war ein Soldat mit einem Gewehr.

## Kritiken
Der Film gewann auf der Cologne Conference im Juni 2004 den PHOENIX-Preis als bester Film der Top Ten Non-Fiction. In der Laudatio hierzu sagten Bodo Hauser und Dr. Klaus Radke: Der Film zeigt in beeindruckender Weise die Brutalität der Kämpfe zwischen Israelis und Palästinensern. Nurit Kedars Kamera fungiert wie eine Schleuse. Es scheint, als ob die Schützen lange auf jemanden gewartet hätten, dem sie ihre Erfahrungen und Alpträume erzählen könnten. Durch die Kameralinse werden die Zuschauer Zeugen des schmerzhaften Prozesses der Selbsterkenntnis: dass sich hinter dem einstmals heroischen Kämpfer ein zutiefst verunsicherter Mensch verbirgt, der von den Todesbildern seiner Opfer gequält wird. Die Jury bezeichnete den Film als einen verstörenden, provozierenden Film.